# 25 juillet aux Jeux olympiques d'été de 2020
Navigation
Juillet :
- 21
- 22
- 23
- 24
- 25
- 26
- 27
- 28
- 29
- 30
- 31

Août : 
- 1er
- 2
- 3
- 4
- 5
- 6
- 7
- 8

Le dimanche 25 juillet aux Jeux olympiques d'été de 2020 est le cinquième jour de compétition.

## Programme
| Heure UTC+09:00 (Japon)                       |               |
| bleu                                          | Cérémonie     |
| neutre                                        | Épreuve       |
| or                                            | Finale        |
| orange                                        | Petite finale |
| rose                                          | Reporté       |
| gris                                          | Annulé        |
| Compétition masculine                         | Hommes        |
| Compétition féminine                          | Femmes        |
| Compétition mixte (hommes et femmes mélangés) | Mixte         |
| Compétition en couple (1 homme et 1 femme)    | Couple        |
| modifier                                      |               |

| Horaire | Discipline Spécialité | Discipline Spécialité                   | Discipline Spécialité                         | Phase                      | Résultats                                                               | Références |
| ------- | --------------------- | --------------------------------------- | --------------------------------------------- | -------------------------- | ----------------------------------------------------------------------- | ---------- |
| 7 h     |                       | Surf Shortboard                         | Compétition hommes                            | 1er tour                   | -                                                                       | -          |
| 7 h     |                       | Surf Shortboard                         | Compétition femmes                            | 1er tour                   | -                                                                       | -          |
| 7 h     |                       | Surf Shortboard                         | Compétition hommes                            | 2e tour                    | -                                                                       | -          |
| 7 h     |                       | Surf Shortboard                         | Compétition femmes                            | 2e tour                    | -                                                                       | -          |
| 9 h     |                       | Aviron Skiff                            | Compétition hommes                            | Demi-finale E/F            | -                                                                       | -          |
| 9 h     |                       | Aviron Skiff                            | Compétition femmes                            | Demi-finale E/F            | -                                                                       | -          |
| 9 h     |                       | Aviron Deux de couple                   | Compétition hommes                            | Repêchages                 | -                                                                       | -          |
| 9 h     |                       | Aviron Deux de couple                   | Compétition femmes                            | Repêchages                 | -                                                                       | -          |
| 9 h     |                       | Aviron Deux de couple poids légers      | Compétition hommes                            | Repêchages                 | -                                                                       | -          |
| 9 h     |                       | Aviron Deux de couple poids légers      | Compétition femmes                            | Repêchages                 | -                                                                       | -          |
| 9 h     |                       | Aviron Quatre de couple                 | Compétition hommes                            | Repêchages                 | -                                                                       | -          |
| 9 h     |                       | Aviron Quatre de couple                 | Compétition femmes                            | Repêchages                 | -                                                                       | -          |
| 9 h     |                       | Aviron Huit de couple                   | Compétition hommes                            | Séries                     | -                                                                       | -          |
| 9 h     |                       | Aviron Huit                             | Compétition femmes                            | Séries                     | -                                                                       | -          |
| 9 h     |                       | Beach-volley Tournoi masculin           | Compétition hommes                            | Phase de groupes           | -                                                                       | -          |
| 9 h     |                       | Beach-volley Tournoi féminin            | Compétition femmes                            | Phase de groupes           | -                                                                       | -          |
| 9 h     |                       | Escrime Fleuret individuel              | Compétition femmes                            | 32e de finale              | -                                                                       | -          |
| 9 h     |                       | Escrime Épée individuelle               | Compétition hommes                            | 32e de finale              | -                                                                       | -          |
| 9 h     |                       | Escrime Fleuret individuel              | Compétition femmes                            | 16e de finale              | -                                                                       | -          |
| 9 h     |                       | Escrime Épée individuelle               | Compétition hommes                            | 16e de finale              | -                                                                       | -          |
| 9 h     |                       | Escrime Fleuret individuel              | Compétition femmes                            | 8e de finale               | -                                                                       | -          |
| 9 h     |                       | Escrime Épée individuelle               | Compétition hommes                            | 8e de finale               | -                                                                       | -          |
| 9 h     |                       | Escrime Fleuret individuel              | Compétition femmes                            | 1/4 de finale              | -                                                                       | -          |
| 9 h     |                       | Escrime Épée individuelle               | Compétition hommes                            | 1/4 de finale              | -                                                                       | -          |
| 9 h     |                       | Handball Tournoi féminin                | Compétition femmes                            | Tour préliminaire Groupe A | Pays-Bas 32-21 Japon                                                    |            |
| 9 h     |                       | Skateboard Street                       | Compétition hommes                            | Tours préliminaires        | -                                                                       | -          |
| 9 h     |                       | Skateboard Street                       | Compétition hommes                            | Finale                     | Yuto Horigome · Kelvin Hoefler · Jagger Eaton                           |            |
| 9 h     |                       | Tir Skeet                               | Compétition femmes                            | Qualifications             | -                                                                       | -          |
| 9 h     |                       | Tir Skeet                               | Compétition hommes                            | Qualifications             | -                                                                       | -          |
| 9 h     |                       | Tir Pistolet à 10 m air comprimé        | Compétition femmes                            | Qualifications             | -                                                                       | -          |
| 9 h     |                       | Tir Pistolet à 10 m air comprimé        | Compétition femmes                            | Finale                     | Vitalina Batsarashkina · Antoaneta Kostadinova · Jiang Ranxin           |            |
| 9 h     |                       | Tir Carabine à 10 m air comprimé        | Compétition hommes                            | Qualifications             | -                                                                       | -          |
| 9 h     |                       | Tir Carabine à 10 m air comprimé        | Compétition hommes                            | Finale                     | William Shaner · Sheng Lihao · Yang Haoran                              |            |
| 9 h     |                       | Volley-ball Tournoi féminin             | Compétition femmes                            | Tour préliminaire Groupe B | ROC 0-3 Italie                                                          |            |
| 9 h 30  |                       | Hockey sur gazon Tournoi féminin        | Compétition femmes                            | Tour préliminaire Groupe A | Allemagne 2-1 Grande-Bretagne                                           |            |
| 9 h 30  |                       | Tir à l'arc Par équipes                 | Compétition femmes                            | 8e de finale               | -                                                                       | -          |
| 10 h    |                       | Badminton Simple messieurs              | Compétition hommes                            | Phase de groupe            | -                                                                       | -          |
| 10 h    |                       | Badminton Simple dames                  | Compétition femmes                            | Phase de groupe            | -                                                                       | -          |
| 10 h    |                       | Badminton Double messieurs              | Compétition hommes                            | Phase de groupe            | -                                                                       | -          |
| 10 h    |                       | Badminton Double dames                  | Compétition femmes                            | Phase de groupe            | -                                                                       | -          |
| 10 h    |                       | Badminton Double mixte                  | Compétition mixte (hommes et femmes ensemble) | Phase de groupe            | -                                                                       | -          |
| 10 h    |                       | Basket-ball Tournoi masculin            | Compétition hommes                            | Tour préliminaire Groupe A | Iran 78-84 République tchèque                                           |            |
| 10 h    |                       | Hockey sur gazon Tournoi féminin        | Compétition femmes                            | Tour préliminaire Groupe B | Australie 3-1 Espagne                                                   |            |
| 10 h    |                       | Softball Tournoi féminin                | Compétition femmes                            | Tour préliminaire          | Australie 1-2 États-Unis                                                |            |
| 10 h    |                       | Taekwondo Moins de 57 kg                | Compétition femmes                            | 8e de finale               | -                                                                       | -          |
| 10 h    |                       | Taekwondo Moins de 68 kg                | Compétition hommes                            | 8e de finale               | -                                                                       | -          |
| 10 h    |                       | Taekwondo Moins de 57 kg                | Compétition femmes                            | 1/4 de finale              | -                                                                       | -          |
| 10 h    |                       | Taekwondo Moins de 68 kg                | Compétition hommes                            | 1/4 de finale              | -                                                                       | -          |
| 10 h    |                       | Taekwondo Moins de 57 kg                | Compétition femmes                            | 1/2 finale                 | -                                                                       | -          |
| 10 h    |                       | Taekwondo Moins de 68 kg                | Compétition hommes                            | 1/2 finale                 | -                                                                       | -          |
| 10 h    |                       | Tennis de table Double mixte            | Compétition mixte (hommes et femmes ensemble) | 1/4 de finale              | -                                                                       | -          |
| 10 h    |                       | Water-polo Tournoi masculin             | Compétition hommes                            | Tour préliminaire Groupe A | Afrique du Sud 2-21 Italie                                              |            |
| 10 h 15 |                       | Basket-ball à trois Tournoi féminin     | Compétition femmes                            | Tour préliminaire          | Japon 19-10 Mongolie                                                    |            |
| 10 h 30 |                       | Gymnastique artistique Qualifications   | Compétition femmes                            | Groupe 1                   | -                                                                       | -          |
| 10 h 30 |                       | Natation 400 m 4 nages                  | Compétition hommes                            | Finale                     | Chase Kalisz · Jay Litherland · Brendon Smith                           |            |
| 10 h 30 |                       | Natation 100 m papillon                 | Compétition femmes                            | 1/2 finale                 | -                                                                       | -          |
| 10 h 30 |                       | Natation 400 m nage libre               | Compétition hommes                            | 1/2 finale                 | -                                                                       | -          |
| 10 h 30 |                       | Natation 400 m 4 nages                  | Compétition femmes                            | Finale                     | Ahmed Hafnaoui · Jack McLoughlin · Kieran Smith                         |            |
| 10 h 30 |                       | Natation 100 m brasse                   | Compétition hommes                            | 1/2 finale                 | -                                                                       | -          |
| 10 h 30 |                       | Natation Relais 4 × 100 m nage libre    | Compétition femmes                            | Finale                     | Yui Ohashi · Emma Weyant · Hali Flickinger                              |            |
| 10 h 40 |                       | Basket-ball à trois Tournoi féminin     | Compétition femmes                            | Tour préliminaire          | Roumanie 14-22 Italie                                                   |            |
| 11 h    |                       | Boxe Poids mouches (moins de 51 kg)     | Compétition femmes                            | 16e de finale              | -                                                                       | -          |
| 11 h    |                       | Boxe Poids moyens (moins de 75 kg)      | Compétition femmes                            | 16e de finale              | -                                                                       | -          |
| 11 h    |                       | Boxe Poids légers (moins de 63 kg)      | Compétition hommes                            | 16e de finale              | -                                                                       | -          |
| 11 h    |                       | Boxe Poids mi-lourds (moins de 81 kg)   | Compétition hommes                            | 16e de finale              | -                                                                       | -          |
| 11 h    |                       | Handball Tournoi féminin                | Compétition femmes                            | Tour préliminaire Groupe B | ROC 24-24 Brésil                                                        |            |
| 11 h    |                       | Judo Moins de 52 kg                     | Compétition femmes                            | 8e de finale               | -                                                                       | -          |
| 11 h    |                       | Judo Moins de 52 kg                     | Compétition femmes                            | 1/4 de finale              | -                                                                       | -          |
| 11 h    |                       | Judo Moins de 66 kg                     | Compétition hommes                            | 8e de finale               | -                                                                       | -          |
| 11 h    |                       | Judo Moins de 66 kg                     | Compétition hommes                            | 1/4 de finale              | -                                                                       | -          |
| 11 h    |                       | Tennis Simple messieurs                 | Compétition hommes                            | 1er tour                   | -                                                                       | -          |
| 11 h    |                       | Tennis Simple dames                     | Compétition femmes                            | 1er tour                   | -                                                                       | -          |
| 11 h    |                       | Tennis Double messieurs                 | Compétition hommes                            | 1er tour                   | -                                                                       | -          |
| 11 h    |                       | Tennis Double dames                     | Compétition femmes                            | 1er tour                   | -                                                                       | -          |
| 11 h 5  |                       | Volley-ball Tournoi féminin             | Compétition femmes                            | Tour préliminaire Groupe B | États-Unis 3-0 Argentine                                                |            |
| 11 h 30 |                       | Water-polo Tournoi masculin             | Compétition hommes                            | Tour préliminaire Groupe A | Hongrie 9-10 Grèce                                                      |            |
| 11 h 35 |                       | Basket-ball à trois Tournoi masculin    | Compétition hommes                            | Tour préliminaire          | ROC 16-21 Belgique                                                      |            |
| 11 h 45 |                       | Hockey sur gazon Tournoi féminin        | Compétition femmes                            | Tour préliminaire Groupe B | Japon 3-4 Chine                                                         |            |
| 11 h 50 |                       | Haltérophilie Moins de 61 kg (groupe B) | Compétition hommes                            | Tour de compétition        | -                                                                       | -          |
| 11 h 50 |                       | Haltérophilie Moins de 67 kg (groupe B) | Compétition hommes                            | Tour de compétition        | -                                                                       | -          |
| 12 h    |                       | Basket-ball à trois Tournoi masculin    | Compétition hommes                            | Tour préliminaire          | Pologne 12-15 Serbie                                                    |            |
| 12 h    |                       | Voile RS:X                              | Compétition hommes                            | Tour de compétition        | -                                                                       | -          |
| 12 h    |                       | Voile RS:X                              | Compétition femmes                            | Tour de compétition        | -                                                                       | -          |
| 12 h    |                       | Voile Laser                             | Compétition hommes                            | Tour de compétition        | -                                                                       | -          |
| 12 h    |                       | Voile Laser Radial                      | Compétition femmes                            | Tour de compétition        | -                                                                       | -          |
| 12 h 15 |                       | Hockey sur gazon Tournoi féminin        | Compétition femmes                            | Tour préliminaire Groupe B | Argentine 0-3 Nouvelle-Zélande                                          |            |
| 13 h    |                       | Canoë-kayak (slalom) C1                 | Compétition hommes                            | Séries                     | -                                                                       | -          |
| 13 h    |                       | Canoë-kayak (slalom) K1                 | Compétition femmes                            | Séries                     | -                                                                       | -          |
| 13 h    |                       | Cyclisme sur route Course en ligne      | Compétition femmes                            | Finale                     | Anna Kiesenhofer · Annemiek van Vleuten · Elisa Longo Borghini          |            |
| 13 h 40 |                       | Basket-ball Tournoi masculin            | Compétition hommes                            | Tour préliminaire Groupe B | Allemagne 82-92 Italie                                                  |            |
| 13 h 45 |                       | Tir à l'arc Par équipes                 | Compétition femmes                            | 1/4 de finale              | -                                                                       | -          |
| 13 h 45 |                       | Tir à l'arc Par équipes                 | Compétition femmes                            | 1/2 finale                 | -                                                                       | -          |
| 13 h 45 |                       | Tir à l'arc Par équipes                 | Compétition femmes                            | Finale                     | Corée du Sud · ROC · Allemagne                                          |            |
| 14 h    |                       | Basket-ball à trois Tournoi féminin     | Compétition femmes                            | Tour préliminaire          | Mongolie 5-21 ROC                                                       |            |
| 14 h    |                       | Tennis de table Simple messieurs        | Compétition hommes                            | 2e tour                    | -                                                                       | -          |
| 14 h    |                       | Tennis de table Simple dames            | Compétition femmes                            | 2e tour                    | -                                                                       | -          |
| 14 h    |                       | Water-polo Tournoi masculin             | Compétition hommes                            | Tour préliminaire Groupe A | États-Unis 15-13 Japon                                                  |            |
| 14 h 15 |                       | Handball Tournoi féminin                | Compétition femmes                            | Tour préliminaire Groupe A | Monténégro 33-22 Angola                                                 |            |
| 14 h 20 |                       | Volley-ball Tournoi féminin             | Compétition femmes                            | Tour préliminaire Groupe A | Serbie 3-0 République dominicaine                                       |            |
| 14 h 25 |                       | Basket-ball à trois Tournoi féminin     | Compétition femmes                            | Tour préliminaire          | Chine 22-13 Italie                                                      |            |
| 14 h 30 |                       | Softball Tournoi féminin                | Compétition femmes                            | Tour préliminaire          | Canada 0-1 Japon                                                        |            |
| 15 h    |                       | Basket-ball à trois Tournoi masculin    | Compétition hommes                            | Tour préliminaire          | Chine 17-18 Lettonie                                                    |            |
| 15 h    |                       | Beach-volley Tournoi masculin           | Compétition hommes                            | Phase de groupes           | -                                                                       | -          |
| 15 h    |                       | Beach-volley Tournoi féminin            | Compétition femmes                            | Phase de groupes           | -                                                                       | -          |
| 15 h    |                       | Plongeon Tremplin à 3 m synchronisé     | Compétition femmes                            | Finale                     | Chine · Canada · Allemagne                                              |            |
| 15 h 10 |                       | Gymnastique artistique Qualifications   | Compétition femmes                            | Groupe 2                   | -                                                                       | -          |
| 15 h 25 |                       | Basket-ball à trois Tournoi masculin    | Compétition hommes                            | Tour préliminaire          | Serbie 21-14 Belgique                                                   |            |
| 15 h 30 |                       | Water-polo Tournoi masculin             | Compétition hommes                            | Tour préliminaire Groupe B | Australie 10-15 Monténégro                                              |            |
| 15 h 50 |                       | Haltérophilie Moins de 61 kg (groupe A) | Compétition hommes                            | Finale                     | Li Fabin · Eko Yuli Irawan · Igor Son                                   |            |
| 16 h 15 |                       | Handball Tournoi féminin                | Compétition femmes                            | Tour préliminaire Groupe A | Norvège 39-27 Corée du Sud                                              |            |
| 16 h 25 |                       | Volley-ball Tournoi féminin             | Compétition femmes                            | Tour préliminaire Groupe B | Chine 0-3 Turquie                                                       |            |
| 16 h 30 |                       | Football Tournoi masculin               | Compétition hommes                            | Tour préliminaire Groupe C | Égypte 0-1 Argentine                                                    |            |
| 17 h    |                       | Boxe Poids mouches (moins de 51 kg      | Compétition femmes                            | 16e de finale              | -                                                                       | -          |
| 17 h    |                       | Boxe Poids légers (moins de 63 kg       | Compétition hommes                            | 16e de finale              | -                                                                       | -          |
| 17 h    |                       | Boxe Poids mi-lourds (moins de 81 kg    | Compétition hommes                            | 16e de finale              | -                                                                       | -          |
| 17 h    |                       | Équitation Dressage par équipes         | Compétition mixte (hommes et femmes ensemble) | Qualifications             | -                                                                       | -          |
| 17 h    |                       | Football Tournoi masculin               | Compétition hommes                            | Tour préliminaire Groupe A | France 4-3 Afrique du Sud                                               |            |
| 17 h    |                       | Football Tournoi masculin               | Compétition hommes                            | Tour préliminaire Groupe B | Nouvelle-Zélande 2-3 Honduras                                           |            |
| 17 h    |                       | Judo Moins de 52 kg                     | Compétition femmes                            | Repêchages                 | -                                                                       | -          |
| 17 h    |                       | Judo Moins de 52 kg                     | Compétition femmes                            | 1/2 finale                 | -                                                                       | -          |
| 17 h    |                       | Judo Moins de 66 kg                     | Compétition hommes                            | Repêchages                 | -                                                                       | -          |
| 17 h    |                       | Judo Moins de 66 kg                     | Compétition hommes                            | 1/2 finale                 | -                                                                       | -          |
| 17 h    |                       | Judo Moins de 52 kg                     | Compétition femmes                            | Finale                     | Uta Abe · Amandine Buchard · Chelsie Giles / Odette Giuffrida           |            |
| 17 h    |                       | Judo Moins de 66 kg                     | Compétition hommes                            | Finale                     | Hifumi Abe · Vazha Margvelashvili · An Baul / Daniel Cargnin            |            |
| 17 h 20 |                       | Basket-ball Tournoi masculin            | Compétition hommes                            | Tour préliminaire Groupe B | Australie 84-67 Nigeria                                                 |            |
| 17 h 30 |                       | Basket-ball à trois Tournoi féminin     | Compétition femmes                            | Tour préliminaire          | Roumanie 11-22 États-Unis                                               |            |
| 17 h 30 |                       | Football Tournoi masculin               | Compétition hommes                            | Tour préliminaire Groupe D | Brésil 0-0 Côte d'Ivoire                                                |            |
| 17 h 55 |                       | Basket-ball à trois Tournoi féminin     | Compétition femmes                            | Tour préliminaire          | Japon 19-15 France                                                      |            |
| 18 h    |                       | Badminton Simple messieurs              | Compétition hommes                            | Phase de groupe            | -                                                                       | -          |
| 18 h    |                       | Badminton Simple dames                  | Compétition femmes                            | Phase de groupe            | -                                                                       | -          |
| 18 h    |                       | Badminton Double messieurs              | Compétition hommes                            | Phase de groupe            | -                                                                       | -          |
| 18 h    |                       | Badminton Double dames                  | Compétition femmes                            | Phase de groupe            | -                                                                       | -          |
| 18 h    |                       | Badminton Double mixte                  | Compétition mixte (hommes et femmes ensemble) | Phase de groupe            | -                                                                       | -          |
| 18 h    |                       | Escrime Fleuret individuel              | Compétition femmes                            | 1/2 finale                 | -                                                                       | -          |
| 18 h    |                       | Escrime Épée individuelle               | Compétition hommes                            | 1/2 finale                 | -                                                                       | -          |
| 18 h    |                       | Escrime Fleuret individuel              | Compétition femmes                            | Finale                     | Lee Kiefer · Inna Deriglazova · Larisa Korobeynikova                    |            |
| 18 h    |                       | Escrime Épée individuelle               | Compétition hommes                            | Finale                     | Romain Cannone · Gergely Siklósi · Ihor Reizlin                         |            |
| 18 h 20 |                       | Water-polo Tournoi masculin             | Compétition hommes                            | Tour préliminaire Groupe B | Serbie 12-13 Espagne                                                    |            |
| 18 h 30 |                       | Hockey sur gazon Tournoi masculin       | Compétition hommes                            | Tour préliminaire Groupe A | Australie 7-1 Inde                                                      |            |
| 18 h 40 |                       | Basket-ball à trois Tournoi masculin    | Compétition hommes                            | Tour préliminaire          | ROC 16-21 Pologne                                                       |            |
| 19 h    |                       | Hockey sur gazon Tournoi masculin       | Compétition hommes                            | Tour préliminaire Groupe A | Japon 1-2 Argentine                                                     |            |
| 19 h    |                       | Natation 100 m dos                      | Compétition femmes                            | Séries                     | -                                                                       | -          |
| 19 h    |                       | Natation 200 m nage libre               | Compétition hommes                            | Séries                     | -                                                                       | -          |
| 19 h    |                       | Natation 100 m brasse                   | Compétition femmes                            | Séries                     | -                                                                       | -          |
| 19 h    |                       | Natation 100 m dos                      | Compétition hommes                            | Séries                     | -                                                                       | -          |
| 19 h    |                       | Natation 400 m nage libre               | Compétition femmes                            | Séries                     | -                                                                       | -          |
| 19 h    |                       | Natation Relais 4 × 100 m nage libre    | Compétition hommes                            | Séries                     | -                                                                       | -          |
| 19 h    |                       | Taekwondo Moins de 57 kg                | Compétition femmes                            | Repêchages                 | -                                                                       | -          |
| 19 h    |                       | Taekwondo Moins de 68 kg                | Compétition hommes                            | Repêchages                 | -                                                                       | -          |
| 19 h    |                       | Taekwondo Moins de 57 kg                | Compétition femmes                            | Finale                     | Anastasija Zolotic · Tatiana Minina · Lo Chia-ling / Hatice Kübra İlgün |            |
| 19 h    |                       | Taekwondo Moins de 68 kg                | Compétition hommes                            | Finale                     | Ulugbek Rashitov · Bradly Sinden · Hakan Reçber / Zhao Shuai            |            |
| 19 h 5  |                       | Basket-ball à trois Tournoi masculin    | Compétition hommes                            | Tour préliminaire          | Japon 20-21 Pays-Bas                                                    |            |
| 19 h 30 |                       | Football Tournoi masculin               | Compétition hommes                            | Tour préliminaire Groupe C | Australie 0-1 Espagne                                                   |            |
| 19 h 30 |                       | Handball Tournoi féminin                | Compétition femmes                            | Tour préliminaire Groupe B | Suède 31-24 Espagne                                                     |            |
| 19 h 40 |                       | Volley-ball Tournoi féminin             | Compétition femmes                            | Tour préliminaire Groupe A | Japon 3-0 Kenya                                                         |            |
| 19 h 50 |                       | Haltérophilie Moins de 67 kg (groupe A) | Compétition hommes                            | Finale                     | Chen Lijun · Luis Javier Mosquera · Mirko Zanni                         |            |
| 19 h 50 |                       | Water-polo Tournoi masculin             | Compétition hommes                            | Tour préliminaire Groupe B | Croatie 23-7 Kazakhstan                                                 |            |
| 20 h    |                       | Beach-volley Tournoi masculin           | Compétition hommes                            | Phase de groupes           | -                                                                       | -          |
| 20 h    |                       | Beach-volley Tournoi féminin            | Compétition femmes                            | Phase de groupes           | -                                                                       | -          |
| 20 h    |                       | Football Tournoi masculin               | Compétition hommes                            | Tour préliminaire Groupe A | Japon 2-1 Mexique                                                       |            |
| 20 h    |                       | Football Tournoi masculin               | Compétition hommes                            | Tour préliminaire Groupe B | Roumanie 0-4 Corée du Sud                                               |            |
| 20 h    |                       | Softball Tournoi féminin                | Compétition femmes                            | Tour préliminaire          | Italie 0-5 Mexique                                                      |            |
| 20 h    |                       | Tennis de table Double mixte            | Compétition mixte (hommes et femmes ensemble) | 1/2 finale                 | -                                                                       | -          |
| 20 h 20 |                       | Gymnastique artistique Qualifications   | Compétition femmes                            | Groupe 3                   | -                                                                       | -          |
| 20 h 30 |                       | Football Tournoi masculin               | Compétition hommes                            | Tour préliminaire Groupe D | Arabie saoudite 2-3 Allemagne                                           |            |
| 20 h 45 |                       | Hockey sur gazon Tournoi masculin       | Compétition hommes                            | Tour préliminaire Groupe A | Nouvelle-Zélande 4-3 Espagne                                            |            |
| 21 h    |                       | Basket-ball Tournoi masculin            | Compétition hommes                            | Tour préliminaire Groupe A | France 83-76 États-Unis                                                 |            |
| 21 h    |                       | Basket-ball à trois Tournoi féminin     | Compétition femmes                            | Tour préliminaire          | Chine 20-13 France                                                      |            |
| 21 h 15 |                       | Hockey sur gazon Tournoi masculin       | Compétition hommes                            | Tour préliminaire Groupe B | Pays-Bas 5-3 Afrique du Sud                                             |            |
| 21 h 25 |                       | Basket-ball à trois Tournoi féminin     | Compétition femmes                            | Tour préliminaire          | ROC 16-20 États-Unis                                                    |            |
| 21 h 30 |                       | Handball Tournoi féminin                | Compétition femmes                            | Tour préliminaire Groupe B | France 30-29 Hongrie                                                    |            |
| 21 h 45 |                       | Volley-ball Tournoi féminin             | Compétition femmes                            | Tour préliminaire Groupe A | Brésil 3-0 Corée du Sud                                                 |            |
| 22 h    |                       | Basket-ball à trois Tournoi masculin    | Compétition hommes                            | Tour préliminaire          | Pays-Bas 21-18 Chine                                                    |            |
| 22 h 25 |                       | Basket-ball à trois Tournoi masculin    | Compétition hommes                            | Tour préliminaire          | Lettonie 21-18 Japon                                                    |            |

## Tableaux des médailles
| Rang  | Nation          | Or | Argent | Bronze | Total |
| ----- | --------------- | -- | ------ | ------ | ----- |
| 1     | États-Unis      | 4  | 2      | 3      | 9     |
| 2     | Japon           | 4  | 0      | 0      | 4     |
| 3     | Chine           | 3  | 1      | 3      | 8     |
| 4     | ROC             | 1  | 3      | 1      | 5     |
| 5     | France          | 1  | 1      | 0      | 2     |
| 6     | Corée du Sud    | 1  | 0      | 1      | 2     |
| 7     | Autriche        | 1  | 0      | 0      | 1     |
| 7     | Tunisie         | 1  | 0      | 0      | 1     |
| 7     | Ouzbékistan     | 1  | 0      | 0      | 1     |
| 10    | Australie       | 0  | 1      | 1      | 2     |
| 10    | Brésil          | 0  | 1      | 1      | 2     |
| 10    | Grande-Bretagne | 0  | 1      | 1      | 2     |
| 13    | Bulgarie        | 0  | 1      | 0      | 1     |
| 13    | Canada          | 0  | 1      | 0      | 1     |
| 13    | Colombie        | 0  | 1      | 0      | 1     |
| 13    | Géorgie         | 0  | 1      | 0      | 1     |
| 13    | Hongrie         | 0  | 1      | 0      | 1     |
| 13    | Indonésie       | 0  | 1      | 0      | 1     |
| 13    | Pays-Bas        | 0  | 1      | 0      | 1     |
| 20    | Italie          | 0  | 0      | 3      | 3     |
| 21    | Allemagne       | 0  | 0      | 2      | 2     |
| 21    | Turquie         | 0  | 0      | 2      | 2     |
| 23    | Kazakhstan      | 0  | 0      | 1      | 1     |
| 23    | Taipei chinois  | 0  | 0      | 1      | 1     |
| 23    | Ukraine         | 0  | 0      | 1      | 1     |
| Total | Total           | 17 | 17     | 21     | 55    |

| Rang  | Nation       | Or | Argent | Bronze | Total |
| ----- | ------------ | -- | ------ | ------ | ----- |
| 1     | Chine        | 6  | 1      | 4      | 11    |
| 2     | Japon        | 5  | 1      | 0      | 6     |
| 3     | États-Unis   | 4  | 2      | 3      | 9     |
| 4     | Corée du Sud | 2  | 0      | 3      | 5     |
| 5     | ROC          | 1  | 4      | 2      | 7     |
| ...   |              |    |        |        |       |
| Total | Total        | 28 | 28     | 36     | 92    |